# Ньо
Ньо (фр. Niaux) — коммуна во Франции, находится в регионе Юг — Пиренеи. Департамент коммуны — Арьеж. Входит в состав кантона Тараскон-сюр-Арьеж. Округ коммуны — Фуа.
Код INSEE коммуны — 09217.

## Население
Население коммуны на 2008 год составляло 193 человека.
| 1962 | 1968 | 1975 | 1982 | 1990 | 1999 | 2008 |
| ---- | ---- | ---- | ---- | ---- | ---- | ---- |
| 211  | 228  | 221  | 230  | 226  | 201  | 193  |

## Экономика

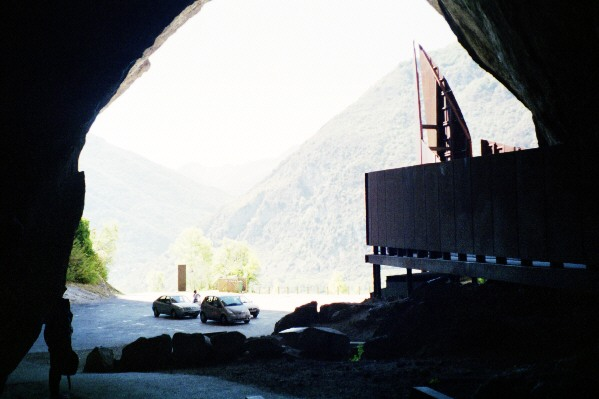
Вход в пещеру Ньо

В 2007 году среди 107 человек в трудоспособном возрасте (15—64 лет) 70 были экономически активными, 37 — неактивными (показатель активности — 65,4 %, в 1999 году было 58,6 %). Из 70 активных работали 64 человека (38 мужчин и 26 женщин), безработных было 6 (4 мужчины и 2 женщины). Среди 37 неактивных 10 человек были учениками или студентами, 12 — пенсионерами, 15 были неактивными по другим причинам.

## Достопримечательности
- Пещера Ньо
- Пиренейский музей Ньо